# Campeonato Mundial de Atletismo em Pista Coberta de 2008 - 3000 m feminino
A competição dos 3000 metros feminino do Campeonato Mundial de Atletismo em Pista Coberta de 2008, foi disputado no Palácio-Velódromo Luis Puig, em Valência.

## Medalhistas
| Ouro                | Prata                  | Bronze                       |
| Meseret Defar (ETH) | Meselech Melkamu (ETH) | Mariem Alaoui Selsouli (MAR) |

## Resultados

### Eliminatória
| Bateria | Faixa | Atleta                   | Nacionalidade  | Tempo       | Notas |
| ------- | ----- | ------------------------ | -------------- | ----------- | ----- |
| 1       | 1     | Meseret Defar            | Etiópia        | 8:51.02     | Q     |
| 1       | 2     | Kimberley Smith          | Nova Zelândia  | 8:52.81 SB  | Q     |
| 1       | 3     | Sylvia Jebiwott Kibet    | Quênia         | 8:56.14     | Q     |
| 1       | 4     | Lisa Dobriskey           | Reino Unido    | 8:56.56     | Q     |
| 1       | 5     | Yelena Sidorchenkova     | Rússia         | 8:57.62     | q     |
| 1       | 6     | Elena Antoci             | Roménia        | 8:58.01     |       |
| 1       | 7     | Hanane Ouhaddou          | Marrocos       | 9:03.41     |       |
| 1       | 8     | Jennifer Rhines          | Estados Unidos | 9:03.66     |       |
| 1       | 9     | Xue Fei                  | China          | 9:03.67 PB  |       |
| 1       | 10    | Alemitu Bekele           | Turquia        | 9:04.94     |       |
| 1       | 11    | Isabel Checa             | Espanha        | 9:06.21     |       |
| 2       | 1     | Meselech Melkamu         | Etiópia        | 8:46.32     | Q     |
| 2       | 2     | Olga Komyagina           | Rússia         | 8:46.64 SB  | Q     |
| 2       | 3     | Mariem Alaoui Selsouli   | Marrocos       | 8:48.22     | Q     |
| 2       | 4     | Megan Metcalfe           | Canadá         | 8:48.56 NR  | Q     |
| 2       | 5     | Jessica Augusto          | Portugal       | 8:48.81     | q     |
| 2       | 6     | Silvia Weissteiner       | Itália         | 8:50.30 SB  | q     |
| 2       | 7     | Helen Clitheroe          | Reino Unido    | 8:52.48     | q     |
| 2       | 8     | Julie Culley             | Estados Unidos | 9:04.45     |       |
| 2       | 9     | Veronica Nyaruai Wanjiru | Quênia         | 9:12.68     |       |
| 2       | 10    | Daniela Donisa           | Roménia        | 9:19.26     |       |
| 2       | 11    | Maria Pia Nehme          | Líbano         | 10:31.95 NR |       |
| 2       |       | Zakia Mrisho Mohamed     | Tanzânia       | DNS         |       |

### Final
| Colocação         | Atleta                 | Nacionalidade | Tempo      |
| ----------------- | ---------------------- | ------------- | ---------- |
| Medalha de ouro   | Meseret Defar          | Etiópia       | 8:38.79    |
| Medalha de prata  | Meselech Melkamu       | Etiópia       | 8:41.50    |
| Medalha de bronze | Mariem Alaoui Selsouli | Marrocos      | 8:41.66    |
| 4                 | Sylvia Jebiwott Kibet  | Quênia        | 8:41.82 NR |
| 5                 | Olga Komyagina         | Rússia        | 8:44.57 SB |
| 6                 | Kimberley Smith        | Nova Zelândia | 8:48.48 SB |
| 7                 | Silvia Weissteiner     | Itália        | 8:49.11 SB |
| 8                 | Jessica Augusto        | Portugal      | 8:49.78    |
| 9                 | Helen Clitheroe        | Reino Unido   | 8:52.77    |
| 10                | Lisa Dobriskey         | Reino Unido   | 8:52.92    |
| 11                | Yelena Sidorchenkova   | Rússia        | 9:01.81    |
| 12                | Megan Metcalfe         | Canadá        | 9:07.16    |

Legenda
| Recorde mundial       | Recorde mundial (World record)               |                       | Recorde africano                      | Recorde africano (African) |                                           | Q | Classificado por posição (Qualified) |
| Recorde do campeonato | Recorde do campeonato (Championship record)  | Recorde da América    | Recorde da América (Americas)         | q                          | Classificado por melhor tempo (Qualified) |   |                                      |
| Melhor marca do ano   | Melhor marca do ano (World leading)          | Recorde asiático      | Recorde asiático (Asian)              | DNS                        | Não largou (Did not start)                |   |                                      |
| Recorde nacional      | Recorde nacional (National record)           | Recorde europeu       | Recorde europeu (European)            | DNF                        | Não terminou (Did not finish)             |   |                                      |
| Recorde pessoal       | Recorde pessoal do atleta (Personal best)    | Recorde da Oceania    | Recorde da Oceania (Oceania)          | DSQ / DQ                   | Desclassificado (Disqualified)            |   |                                      |
| Recorde da temporada  | Recorde da temporada do atleta (Season best) | Recorde sul-americano | Recorde sul-americano (South America) | NM                         | Sem marca (No mark)                       |   |                                      |